# GTetrinet
De applicatie gTetrinet is een vrije client voor TetriNET, een online multiplayer tetris-spel. Het werkt onder Fedora en Debian in combinatie met GNOME.

## Functies
- Volledig netwerkcompatibel met Tetrinet v1.13 voor Win95/98/NT.
- Thema ondersteuning met geluid.
- Toeschouwer ondersteuning op Tetrinet-X servers met de qirc patch door Drslum.